# Nosy Hao
Nosy Hao är en ö i Madagaskar. Den ligger i den sydvästra delen av landet. Växtligheten är glest fördelad.